# Kalle Stropp und sein Freund Boll (1991)
Kalle Stropp und sein Freund Boll ist ein schwedischer Zeichentrickfilm von Jan Gissberg aus dem Jahr 1991.

## Handlung
Frosch Gustav Boll sucht eilig seinen Freund, den Grashüpfer Kalle Stropp, auf, hat er doch Ungewöhnliches am Waldrand entdeckt. Mit dem Papagei begeben sich beide zum Roboter Blech-Niklas, der ihnen ein Fernrohr baut. So erkennen sie, dass am Waldrand Signalflaggen ein Notsignal zeigen. Die vier beschließen eine Hilfsexpedition und begeben sich zum Wald. Unterwegs wird Gustav von einer Schlange angegriffen, kann jedoch von seinem Freund, dem Fuchs, gerettet werden. Den Weg zum Wald versperrt ein Fluss, den Kalle mit Blech-Niklas’ Hilfe überfliegen kann. Gustav durchschwimmt den Fluss, fällt jedoch über einen Wasserfall in die Tiefe und landet in einer Höhle. Von hier aus trifft er schließlich auf das Tannenzapfenvolk, das ihn als Retter in der Not empfängt. Auch Kalle kommt mithilfe des Mädchens Zapfelinchen Tannengrün zum Volk. Nach einem großen Tannenzapfenball, den Tannenzapfenkönig und -königin den Gästen zu Ehren geben, erfahren die beiden vom Problem des Volkes: Drei Immobilienhaie der Firma Tonto Turbo planen den Wald abzuholzen. Tatsächlich erscheinen die drei Männer in einem Hubschrauber und markieren Bäume. Bei ihrem Abflug schmuggelt sich Zapfelinchen an Bord und Kalle und Gustav folgen ihr.
Kalle und Gustav stürzen vom Hubschrauber ab und landen auf einem Schiff, wo sie von Blech-Niklas gerettet werden. Er hat herausgefunden, dass die Tonto-Turbo-Männer zu einem Schloss geflogen sind. Hierher kommt auch der Papagei, der auf den Hubschrauber aufpasst. Kalle und Gustav begeben sich ins Schloss und erfahren, dass Tonto Turbo nicht nur den Tannenzapfenwald abholzen will, sondern auch das alte Schloss zu einem modernen Luxushotel umbauen und auf das gerodete Waldareal umsetzen will. Bei ihren Plänen soll ihnen eine Diskette helfen, die über ihren Computer illegal sämtliche Baugenehmigungen einholen kann. Zwar gelingt es Kalle, Gustav und Zapfelinchen, die Diskette an sich zu nehmen, doch landet sie am Ende einer Verfolgungsjagd wieder in den Händen der drei Männer. Diese fliegen zu ihrem Stadtbüro. Kalle und Gustav folgen ihnen und stellen die Männer in ihrem Büro zur Rede. Sie werden ausgelacht. Die Diskette hat unterdessen alle Genehmigungen einholen können, sodass die Bauarbeiten bereits am nächsten Tag beginnen werden. Die Tonto-Turbo-Männer brechen zum Nobelfest auf und nehmen die Diskette mit. Kalle und Gustav folgen ihnen und können die Gäste in einer Rede auf die Machenschaften der drei Männer aufmerksam machen. Mithilfe von Fuchs und Zapfelinchen stehlen sie erneut die Diskette. Eine weitere Verfolgungsjagd beginnt, an der sich am Ende auch der Papagei und Blech-Niklas beteiligen. Blech-Niklas hat über ein zusammengebautes U-Boot zudem sämtliche Krieger des Tannenzapfenwaldes mit in die Stadt gebracht, denen es gelingt, die drei Tonto-Turbo-Männer zu überwältigen. Der Papagei nimmt die Diskette an sich und versenkt sie im Fluss. Der Tannenzapfenwald ist gerettet. Die drei Tonto-Turbo-Männer wiederum haben eine neue Aufgabe erhalten: Sie dürfen sich als Schafscherer im Wald bewähren.

## Produktion und Veröffentlichung
Kalle Stropp und sein Freund Boll war nach dem Realfilm Kalle Stropp, Grodan Boll och deras vänner (1956) und dem Kurztrickfilm Kalle Stropp und sein Freund Boll (1987) die dritte Verfilmung der Geschichten um den Grashüpfer Kalle Stropp und den Frosch Gustav Boll, die Thomas Funck in den 1940er-Jahren für das Radio geschrieben und später auch eingesprochen hatte. Funck verfasste das Drehbuch des Films und übernahm im Original die Synchronisation der Hauptfiguren Kalle Stropp, Gustav Boll, Papagei, Blech-Niklas und Fuchs. Zudem schrieb er die Filmmusik. Der Film wurde als Zeichentrick realisiert. Im Film enthalten sind mehrere Lieder, die im Original von Yvonne Eliaesson, Jörgen Lantz, Jessica Laurén, Lasse Sarri, Inger Thunvall und Michael B. Tretow gesungen wurden.
Kalle Stropp und sein Freund Boll lief am 14. Dezember 1991 in den schwedischen Kinos an und wurde 1992 im Rahmen der Reihe Cannes Junior der Internationalen Filmfestspiele von Cannes gezeigt. Kalle Stropp und sein Freund Boll war ab dem 23. September 1993 auch in den deutschen Kinos zu sehen. Bereits 1992 war der Film im Rahmen des Kinderfilmfests 14+ auf der Berlinale gezeigt worden und lief Ende März 1993 als deutsche Vorpremiere beim Kinderfilmfestival Goldener Spatz. Im März 1994 erschien der Film in Deutschland auf Video. Seine Fernsehpremiere erlebte er am 7. Mai 1995 auf premiere und damit früher als in Schweden, wo der Film erstmals am 26. Dezember 1996 auf TV4 gezeigt wurde. Im Jahr 2011 erschien der Film in Deutschland auf DVD.

## Synchronisation
| Rolle                   | Synchronsprecher (Original) | Synchronsprecher (Deutsche Version) |
| ----------------------- | --------------------------- | ----------------------------------- |
| Kalle Stropp            | Thomas Funck                | Friedrich W. Bauschulte             |
| Gustav Boll             | Thomas Funck                | Tom Deininger                       |
| Blech-Niklas            | Thomas Funck                | Santiago Ziesmer                    |
| Fuchs                   | Thomas Funck                | Wolfgang Bahro                      |
| Zapfelinchen Tannengrün | Åsa Bjerkerot               | Dorette Hugo                        |
| Tannenzapfenkönig       | Stig Grybe                  | Edgar Ott                           |
| Tannenzapfenkönigin     | Eva Funck                   | Roswitha Dost                       |
| Tonto-Turbo-Mann        | Thorsten Flinck             | Jürgen Thormann                     |
| Tonto-Turbo-Mann        | Peter Dalle                 | Frank-Otto Schenk                   |
| Tonto-Turbo-Mann        | Claes Månsson               | Wilfried Herbst                     |

## Kritik
Der film-dienst befand, dass die „ökologische Botschaft [des Films] in einer langweiligen Verfolgungsjagd untergeht“. Zwar sei der Film „nett animiert, aber mit seinen geschwätzigen Dialogen und den verschachtelt gereimten Liedtexten für jüngere Kinder zu anstrengend.“ Für den Fischer-Film-Almanach war der Film ein „unterhaltsame[s] Öko-Märchen“, das jedoch „seine moralische Botschaft manchmal allzu deutlich in den Vordergrund“ rückt. Die Nürnberger Nachrichten verrissen den Film um „eine Waldrettungsaktion, die in ihrer Betulichkeit selbst die Biene Maja wie ein gerissenes Insekt aussehen läßt.“ Kritisiert wurden die „behäbig-flächige Bilderbuchanimation“ und die „umständliche Geschichte“.

## Auszeichnungen
Kalle Stropp und sein Freund Boll gewann 1992 den Ehrenpreis im Bereich Kinder- und Jugendfilm von Cannes Junior.